# Bulbophyllum latipetalum
Bulbophyllum latipetalum là một loài phong lan thuộc chi Bulbophyllum.